# Oribotritia heterotricha
Oribotritia heterotricha är en kvalsterart som beskrevs av Wojciech Niedbała 2000. Oribotritia heterotricha ingår i släktet Oribotritia och familjen Oribotritiidae. Inga underarter finns listade i Catalogue of Life.